# Mont Joli
Mont Joli är ett berg i Antarktis. Det ligger i Östantarktis. Frankrike gör anspråk på området. Toppen på Mont Joli är 38 meter över havet.
Terrängen runt Mont Joli är platt åt sydost, men åt sydväst är den kuperad. Havet är nära Mont Joli norrut. Trakten är glest befolkad. Närmaste befolkade plats är Dumont d'Urville Station, 0,76 kilometer sydväst om Mont Joli.